# South Deerfield
South Deerfield je obec v okresu Franklin County ve státě Massachusetts ve Spojených státech amerických. K roku 2010 zde žilo 1 880 obyvatel. S celkovou rozlohou 8,4 km² byla hustota zalidnění 220 obyvatel na km².